# Gabrielle d'Estrées

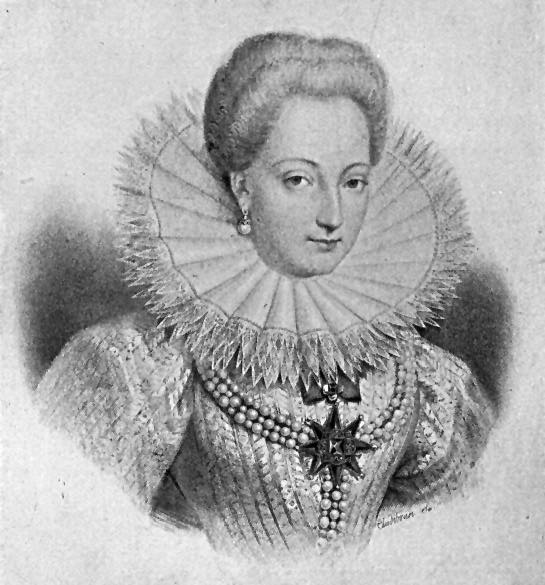
Gabrielle d'Estrées, gravure uit Famous Women Described by Great Writers (1907)

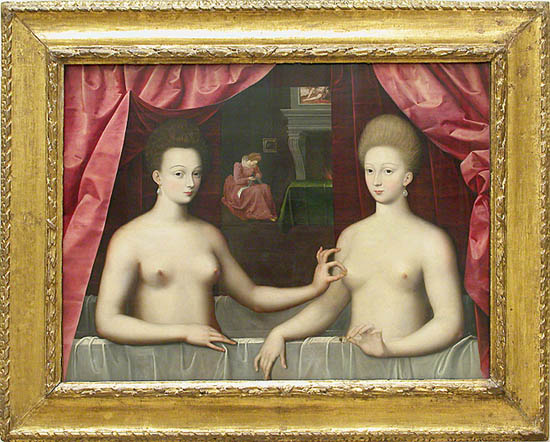
Dubbelportret uit 1594 waarvan verondersteld wordt dat het Gabrielle d'Estrées en haar zuster de hertogin de Villars voorstelt (Louvre)

Gabrielle d'Estrées (Montlouis-sur-Loire, ca. 1571 – Parijs, 10 april 1599), hertogin van Beaufort en Verneuil, markiezin van Monceaux, was een van de vele  maîtresses van koning Hendrik IV van Frankrijk. Van al zijn maîtresses kwam zij het dichtst in de buurt van een huwelijk met de koning. Zeven jaar lang vertolkte Gabrielle de rol van Hendriks echtgenote.
Haar 'voorgangster' in de jaren 1580 was Diane d'Andoins (1554-1621), gravin van Guiche (genaamd Corisande). Haar 'opvolgster' was Henriette d'Entragues.
Hoewel Hendrik officieel getrouwd was met Margaretha van Valois, was de relatie tussen Hendrik en Gabrielle algemeen bekend en verschenen ze regelmatig samen in het openbaar. Als de twee niet samen waren, schreven ze elkaar vaak brieven. Ze hielden beiden erg van paardrijden en jagen op het platteland rond Parijs. Ze kreeg drie kinderen van hem, die hij ook vrijwillig erkende. In deze positie had ze veel invloed op Hendrik en wist ze hem er bijvoorbeeld van te overtuigen zich van het protestantisme tot het katholicisme te bekeren. 

## Jeugd en  huwelijk
Haar moeder Françoise Babou de la Bourdaisière, Dame van Estrée, Markiezin van Cœuvres was afkomstig uit de provincie Touraine, en geroemd om haar schoonheid. Samen met Antoine d'Estrées kreeg ze negen kinderen (zeven dochters en twee zonen). Hij verwaarloosde zijn werk en zijn gezin in die mate dat zijn vrouw hem verliet op 48-jarige leeftijd en ging samenwonen met de Markies van Touzel-Alègre (Auvergne) die gouverneur van Issoire was voor de koning.
De eerste ontmoeting tussen de 37-jarige Hendrik en Gabrielle vond plaats op haar ouderlijk kasteel van Cœuvres, waar Hendrik kamp hield van 8 to 10 november 1590. Traditioneel wordt Gabrielle de maîtresse van Hendrik IV, nadat deze op 20 april 1591 Chartres verovert op de Liga.
Begin juni 1592 huwt ze in Noyon met de 36-jarige weduwnaar Nicolas d'Amerval, M. de Liancourt. Zij verlaat hem in september 1592 in het gezelschap van haar tante Madame de Sourdis, om naar het hof van Hendrik te gaan, dat van 9 tot 16 september in Noyon halt hield. De redenen voor dit huwelijk en het beëindigen ervan zijn onduidelijk.
Op 7 juni 1594 wordt hun eerste zoon Cæsar geboren. Omdat bij een eventueel overlijden van Hendrik Caesar de naam d'Amerval zou dragen, werd op 27 augustus 1594 te Amiens een aanvraag ingediend tot nietigverklaring van dit huwelijk. Deze nietigverklaring werd toegekend in december 1594.

## De officiële maîtresse van Hendrik IV
Vanaf 1595 noemt Gabrielle zich Mevrouw van Monceaux. Maar als Hendrik in september 1596 Monceaux verheft tot een Mark, wordt Gabrielle bijgevolg een markiezin. 
Hendrik erkent officieel Cæsar als zijn natuurlijke zoon op 3 februari 1595. In 1595 ziet Gabrielle haar inspanningen beloond om Hendrik te verzoenen met de pauselijke stoel. Na een reeks pausen die hem vijandig gezind waren, was paus Clemens VIII uit op verzoening. De terugkeer van Hendrik IV in de schoot van de katholieke kerk vond plaats in april 1595; hierna verminderde de oppositie tegen Hendrik als koning. 
Op 28 januari 1596 verklaart Hendrik dat Gabrielle het hoederecht krijgt over Cæsar, en de beheerder wordt van al zijn bezittingen tot aan zijn volwassenheid. In 1598 benoemt Hendrik Cæsar tot hertog van Vendôme, en bijgevolg wordt Gabrielle de beheerder van het hertogdom. 
In november 1596 bevalt Gabrielle van Catherine-Henriëtte.  
In juli 1597 koopt Gabrielle het landgoed van Beaufort, de baronie van Jaucourt en het landgoed van Largicourt. Hendrik verhoogt daarop de rang van deze landgoederen tot hertogdom in het voordeel van zijn zoon. Gabrielle (als voogd) wordt hierdoor hertogin van Beaufort.  
In april 1598 bevalt Gabrielle van Alexander, die Hendrik onmiddellijk legitimeert.  
Op 13 april 1598 ondertekent Hendrik IV het Edict van Nantes, in aanwezigheid van Gabrielle d'Estrée.    

## Ziekte en overlijden
In 1598 beslist Hendrik om te trouwen met Gabrielle. Hiervoor werd zijn huwelijk met Margareta van Valois nietig verklaard door de paus Clemens VIII.
Zijn huwelijk met Gabrielle werd vastgelegd voor het voorjaar van 1599. Kort na de vastgelegde huwelijksdatum, werd de hoogzwangere Gabrielle ernstig ziek. In april 1599 kreeg Hendrik IV, die op dat moment op het koninklijke kasteel van Fontainebleau was, het bericht dat Gabrielle ernstig ziek was geworden tijdens de bevalling. Op de weg naar haar toe kreeg hij de melding dat ze gestorven was. Ze beviel van een doodgeboren kind, voordat ze stierf in het kraambed op 10 april 1599 door eclampsie.  Geruchten over een vergiftiging konden nooit aangetoond worden. De begrafenis vond plaats op 17 april 1599.
Op 17 april 1599 kreeg Gabrielle een koninklijke begrafenis: haar kist werd in een processie van prinsen, prinsessen en leden van de adel naar de Saint-Denisbasiliek gebracht. Daar werd een begrafenismis gehouden, waarna ze begraven werd in de abdij van Maubuisson te Saint-Ouen-l'Aumône, waar haar zuster Angélique d'Estrées abdis was.
Enkele maanden na Gabrielles dood, is Hendriks nieuwe maîtresse, Henriette d'Entragues, reeds zwanger van hem.
Na haar dood werd een boek getiteld “Mémoires secrets de Gabrielle d’Estrée” gepubliceerd. Men veronderstelt dat het door één van haar vrienden is geschreven.

## Kinderen
Gabrielle en koning Hendrik IV kregen drie kinderen:
- Cæsar van Vendôme (1594-1665)
- Catherine-Henriëtte (1596-1663), gehuwd met Karel II van Elbeuf
- Alexander van Bourbon (1598-1629)

## Varia
- De Franse componist Etienne Nicolas Méhul schreef in 1806 een opera in 3 bedrijven met de titel Gabrielle d'Estrées ou Les Amours d'Henri IV
- De Duitse schrijver Wolfram Fleischhauer schreef in 1991 een historische thriller over Gabrielle d'Estrées met de titel 'De hand van de schilder' (ISBN 978 90 8679 258 0)
- In de film 'Henry 4' uit 2010 van de regisseur Jo Baier  over het leven van Hendrik IV,  vertolkt Chloé Stefani de rol van Gabrielle.
- In het Musée National et domaine de Pau, bevindt zich een wandtapijt (c.1785) dat het afscheid afbeeldt tussen Hendrik IV en Gabrielle d'Estrée.[4]
- In het kasteel van Chantilly (Musée Condé) bevindt zich een miniatuur (4,4 x 5,5 cm) van Gabrielle d'Estrées en twee van haar kinderen (inventarisnummer OA 1631)[5]
- De Belgische historicus Jacques Bolle, publiceerde in 1955 in Firenze een boek: Pourquoi tuer Gabrielle d'Estrées?